# Bulwar Filadelfijski w Toruniu
Bulwar Filadelfijski w Toruniu (dawniej ulica Nadbrzeżna, niem. Uferstraße) – nabrzeże znajdujące się na prawym brzegu Wisły w Toruniu. Liczy ok. 2 km długości. Jej nazwa pochodzi od amerykańskiego miasta Filadelfia, będącego miastem partnerskim Torunia.

## Historia
Od czasów średniowiecza, na miejscu dzisiejszego Bulwaru Filadelfijskiego, mieścił się port, gdzie przyjmowano statki morskie, kursujące m.in. do Warszawy, Gdyni, Gdańska. W 2. połowie XIX w. pojawił się pierwsze plany zagospodarowania nadbrzeża w celach rekreacyjnych. W 1878 roku została otwarta nadbrzeżna linia kolejowa. Przebiegała ona od Dworca Toruń Miasto, przez teren dzisiejszych bulwaru, do Portu Zimowego.
W 1973 roku, z okazji 500. rocznicy urodzin Mikołaja Kopernika, zagospodarowano tereny nadwiślańskie. Rozebrano dawne nabrzeże portowe, a na jej miejscu wybudowano bulwar. Podczas przygotowań do Roku Kopernikańskiego zmieniono układ komunikacyjny Torunia. Ruch tranzytowy przekierowano ze Starego Miasta na Ulicę Nabrzeżną oraz Wały Generała Sikorskiego. W 1976 (według innego źródła w 1977 roku) roku nadano obecną nazwę bulwarowi.
W 1973 roku na Bulwarze Filadelfijskim zaczęły działać otwarte kąpielisko i hotel funkcjonujący w ramach Miejskiego Ośrodka Sportu i Rekreacji. Było to największe wówczas kąpielisko w Toruniu, gdzie mieściło się pięć basenów i brodzików mogących pomieścić ok. 2,5 tys. osób. W 2008 roku zamknięto ostatni basen. Obecnie na miejscu kąpieliska znajduje się hotel.
28 czerwca 2022 roku rozpoczęto przebudowę Bulwaru Filadelfijskiego. Początkowo prace miały rozpoczął się w 2017 roku, jednak termin przesunięto ze względu na obawy o zakłócenie płynnego ruchu drogowego przy jednoczesnym remoncie mostu drogowego im. Józefa Piłsudskiego, położonego w bezpośrednim sąsiedztwie bulwaru, oraz w wyniku spadku wpływów do budżetu miasta podczas pandemii COVID-19. Kontrowersje wzbudziła budowa dwóch pawilonów przy Bulwarze Filadelfijskim. Zdaniem generalnego konserwatora zabytków Jarosława Sellina, budowa pawilonów może przyczynić się do zaburzenia integralności i autentyzmu panoramy Zespołu staromiejskiego, co może w konsekwencji przyczynić się do usunięcia Torunia z listy światowego dziedzictwa UNESCO. Podczas prac odnaleziono dolną partię muru Grodzy I rozebranej ok. 1886–1888 roku oraz pozostałości po schronie przeciwlotniczym z 1943 roku. Remont zakończono 14 maja 2024 roku.

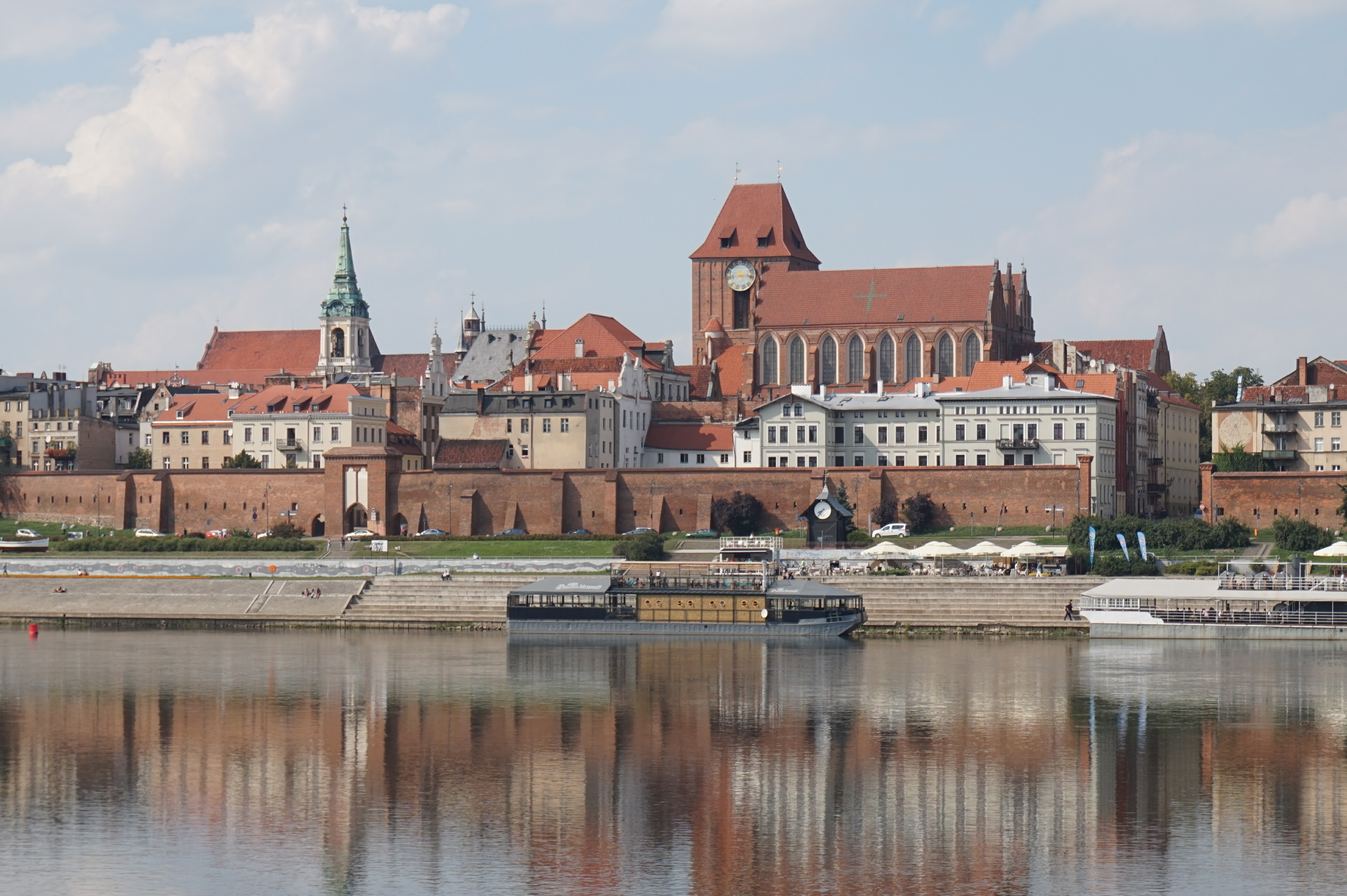
Bulwar Filadelfijski przez przebudową (Panorama Torunia od strony Wisły, zdjęcie z 2016 roku)

## Kultura
- Na Bulwarze odbywają się różnego rodzaju wydarzenia kulturalne oraz plenerowe pokazy historyczne, m.in.: Dni Torunia[13].
- Na Bulwarze Filadelfijskim nakręcono zdjęcia do filmów: Ludzie Wisły w reż. Aleksandra Forda i Rejs w reż. Marka Piwowskiego[14].
- 5 marca 2006 roku na Bulwarze znaleziono padłe łabędzie zarażone wirusem ptasiej grypy. Z tego powodu 11 lipca 2006 roku na Bulwarze ustawiono tymczasowy pomnik ptasie grypy, według projektu Andrzeja Szmaka. Składał się on z pomalowanej na złoto rury mierzącej 4 m wysokości. Na jej szczycie umieszczono łabędzia ze słomy. Swoją formą nawiązywał do filmu tytułowego Miś z filmu Stanisława Barei. W grudniu 2006 roku pomnik usunięto, na jego miejscu postawiono białe jajo, które w kwietniu 2007 roku zamieniło się w pisankę wielkanocną. Jajo zdjęto w czerwcu 2007 roku, w styczniu 2008 roku zostało wystawiono na internetowej aukcji Wielkiej Orkiestry Świątecznej Pomocy[15].

## Ważniejsze obiekty
- Koszary Racławickie – zbudowany w latach 1820–1822 element umocnień Twierdzy Toruń, położony przy Bulwarze Filadelfijskim 18[16][17].
- Pomnik Oficerskiej Szkoły Marynarki Wojennej w Toruniu[18]
- Przystań łodzi „Katarzynka”[2]
- Przystań statków turystycznych pływających po Wiśle[2]
- Budynek limnigrafu z 1892 roku, rejestrujący wahania poziomu wód Wisły[2]
- Mural upamiętniający kręcenie zdjęć do filmu Rejs[19]

### Schrony przeciwlotnicze
Na Bulwarze Filadelfijskim i sąsiadującym z nim skwerze im. Oficerskiej Szkoły Morskiej znajdują się schrony przeciwlotnicze: w okolicach skrzyżowania z Wolą Zamkową, u wylotu Bramy Klasztornej oraz u wylotu ulicy św. Jakuba.
Pod skwerem im. Oficerskiej Szkoły Morskiej u wylotu Bramy Klasztornej mieści się schron przeciwlotniczy, oddany do użytku 11 października 1943 roku. Prawdopodobnie miał służyć pracownikom portu lub gazowni. Mógł pomieścić do stu osób. W skład schronu wchodzą korytarze o długości ponad 50 metrów, dwie suche latryny (w każdej stało wiadro na odchody, opróżnianie po ustaniu nalotu bombowego), wnęki o wymiarach 1,5 × 2 m służące jako pomieszczenia porządkowe oraz pomieszczenie przeznaczone prawdopodobnie dla matek z dziećmi. Obiekt jest zbudowany z lanego betonu i prefabrykatów, ma grawitacyjny układ wentylacji, z trzema nadciśnieniowymi zaworami jednokierunkowymi. Szczelina, zatrzymująca odłamki i falę uderzeniową, zbudowana była z dwóch przedsionków z drzwiami. Nie była odporna na bezpośrednie trafienie pociskiem artyleryjskim bądź bombą lotniczą oraz nie chroniła przed atakiem chemicznym. Korytarz jest ułożony zygzakowato, składa się z czterech odcinków pod kątem prostym mierzących po ok. 11 metrów. Wyjścia ewakuacyjne składały się z szybu i drabiny. Oświetlenie zapewniała energia elektryczna dostarczana z zewnątrz. Obecnym właścicielem obiektu jest Dom Legend.
Schron u wylotu ulicy św. Jakuba został zbudowany prawdopodobnie w 1943 roku. Został zasypany po 1965 roku. Odnaleziono go w marcu 2023 roku, podczas remontu Bulwaru Filadelfijskiego. Układ korytarzy i pomieszczeń jest podobny do schrony u wylotu Bramy Klasztornej i również mógł pomieścić do stu osób. Po II wojnie światowej do schronu zaglądali cywile, którzy zostawiali napisy na ścianach. Najmłodszy napis pochodzi z lata 1965 roku. Po obfotografowaniu i sfilmowaniu schron został ponownie zasypany.